# Maggiori città nei tempi storici
|  |  |  |  |  |
|  |  |  |  |  |
|  |  |  |  |  |

Stima della popolazione delle principali città nella storia.

## Insediamenti neolitici
| Città      | 7000 a.C. |
| ---------- | --------- |
| Çatalhöyük | 7.000     |
| Gerico     | 2.000     |

## Età del bronzo
| Città            | 3100 a.C. | 2600 a.C. | 2000 a.C.     | 1600 a.C. | 1200 a.C. |
| ---------------- | --------- | --------- | ------------- | --------- | --------- |
| Uruk             | 40.000    | 80.000    |               |           |           |
| Ur               |           |           | 65.000        |           |           |
| Lagash           |           | 40.000    | 30.000        |           |           |
| Harappa          |           | 35.000    |               |           |           |
| Avaris/Pi-Ramses |           |           |               | 100.000   | 160.000   |
| Menfi            | 30.000    |           | 60.000        | 22.000    | 50.000    |
| Mohenjo-daro     |           | 41.250    | 20.000        |           |           |
| Babilonia        |           |           | 40.000 (Kish) | 60.000    | 50.000    |
| Ninive           |           |           |               | 23.000    | 33.000    |

## Età del ferro – Età antica
| Città              | 650 a.C. | 430 a.C. | 200 a.C.        | 2 d.C.    | 100 d.C.  |
| ------------------ | -------- | -------- | --------------- | --------- | --------- |
| Menfi              | 65.000   | 100.000  |                 |           |           |
| Babilonia          | 60.000   | 200.000  |                 |           |           |
| Ninive             | 120.000  |          |                 |           |           |
| Atene              |          | 155.000  |                 |           |           |
| Alessandria        |          |          | 300.000 600.000 |           | 250.000   |
| Roma               |          |          | 160.000         | 800.000   | 1.200.000 |
| Chang'an / Xi'an   | 33.000   |          | 400.000         | 246.000   | 81.000    |
| Luoyang            | 100.000  | 200.000  |                 | 1.000.000 | 420.000   |
| Linzi              | 100.000  | 200.000  |                 |           |           |
| Xiadu              |          | 320.000  |                 |           |           |
| Pataliputra        |          | 100.000  | 350.000         |           | 69.000    |
| Anurādhapura       |          | 48.000   | 68.000          |           | 130.000   |
| Peshawar           |          |          |                 |           | 120.000   |
| Seleucia al Tigri  |          |          | 200.000         |           | 250.000   |
| Antiochia di Siria |          |          | 120.000         |           | 150.000   |
| Cartagine          |          |          | 150.000         |           | 100.000   |
| Siracusa           |          | 300.000  | 500.000         |           |           |

## Medioevo
| Città                     | 500     | 775     | 900        | 1000                 | 1300       | 1400             | 1500              |
| ------------------------- | ------- | ------- | ---------- | -------------------- | ---------- | ---------------- | ----------------- |
| Angkor                    |         |         | 1.000.000~ | 1.000.000-2.000.000~ | 2.000.000~ | 1.000.000~       |                   |
| Baghdad                   |         | 700.000 | 600.000    | 125.000              |            |                  |                   |
| Bologna                   |         |         |            |                      | 40.000     | 35.000           | 55.000            |
| Cairo                     |         |         |            | 135.000              |            |                  | 400.000           |
| Chang'an / Xi'an          | 95.000  | 600.000 | 500.000    |                      |            |                  |                   |
| Cordova                   |         |         | 200.000    | 450.000              |            |                  |                   |
| Costantinopoli / İstanbul | 800.000 | 225.000 | 300.000    | 300.000              |            | 100.000          | 200.000           |
| Firenze                   |         |         |            |                      | 95.000     | 37.000           | 55.000            |
| Genova                    |         |         |            |                      | 100.000    | 50.000           | 58.000            |
| Jiankang                  | 500.000 |         |            |                      |            |                  |                   |
| Hangzhou                  |         |         |            |                      | 320.000    |                  | 250.000           |
| Kaifeng                   |         |         |            | 400.000              |            |                  |                   |
| Kyōto                     |         | 200.000 | 200.000    | 300.000              |            |                  |                   |
| Londra                    |         |         |            | 5.000-10.000         | 35.000     |                  | 50.000            |
| Milano                    |         |         |            |                      | 100.000    | 100.000          | 100.000           |
| Napoli                    |         |         |            |                      | 60.000     | 30.000           | 150.000           |
| Palermo                   |         |         | 150.000    | 350.000              | 51.000     | 55.000           | 55.000            |
| Parigi                    |         |         |            |                      |            | 275.000          | 185.000           |
| Pechino                   |         |         |            |                      |            |                  | 672.000 1.000.000 |
| Roma                      |         |         |            |                      | 30.000     | 30.000           | 55.000            |
| Tenochtitlán              |         |         |            |                      |            |                  | 212.500           |
| Venezia                   |         |         |            | 45.000               | 110.000    | 85.000           | 102.000           |
| Hampi (Vijayanagar)       |         |         |            |                      |            | 250.000 /500.000 | 250.000 /500.000  |

|  |  |  |  |
|  |  |  |  |
|  |  |  |  |

## Età moderna
| Città     | 1600              | 1700      | 1800      |
| --------- | ----------------- | --------- | --------- |
| Ayutthaya | 300.000           | 1.000.000 |           |
| İstanbul  | 650.000           | 700.000   | 570.000   |
| Parigi    | 325.000           | 600.000   | 548.000   |
| Londra    | 150.000           | 550.000   | 960.000   |
| Madrid    | 180.000           | 600.000   | 540.000   |
| Napoli    | 300.000           | 207.000   | 430.000   |
| Mosca     | 100.000           | 150.000   | 200.000   |
| Roma      | 100.000           | 150.000   | 163.000   |
| Venezia   | 180.000           | 145.000   | 160.000   |
| Milano    | 150.000           | 125.000   | 160.000   |
| Berlino   | 12.000            | 70.000    | 172.122   |
| Amsterdam | 60.000            | 205.000   | 205.000   |
| Pechino   | 706.000 1.000.000 | 650.000   | 1.100.000 |
| Canton    |                   |           | 1.000.000 |
| Edo       |                   | 1.000.000 | 685.000   |
| Kyōto     |                   | 400.000   | 377.000   |
| Osaka     |                   | 350.000   | 383.000   |

## Età contemporanea
| Città             | 1900      | 1950      | 2000             |
| ----------------- | --------- | --------- | ---------------- |
| Bangkok           | 300.000   | 1.200.000 | 9.320.000        |
| Londra            | 6.506.954 | 8.196.978 | 7.195.000        |
| Parigi            | 3.750.000 | 6.150.000 | 9.700.000        |
| New York          | 4.200.000 | 8.015.000 | 8,008,278        |
| Berlino           | 1.888.848 | 3.336.026 | 4.101.000        |
| Vienna            | 1.769.137 | 1.616.125 | 1.550.000        |
| Madrid            | 575.675   | 1.553.338 | 2.938.723 (2001) |
| Chicago           | 1.698.575 | 4.906.000 | 8.300.000        |
| Tokyo             | 1.497.000 | 7.000.000 | 28.724.000       |
| Osaka             |           |           | 16.800.000       |
| San Pietroburgo   | 1.439.400 | 2.691.000 | 4.200.000        |
| Mosca             | 1.175.000 | 4.847.000 | 10.126.424       |
| Buenos Aires      | 950.891   | 4.618.255 | 11.460.575       |
| İstanbul          | 942.900   | 983.041   | 10.018.735       |
| Città del Messico | 400.000   |           | 16.400.000       |
| San Paolo         |           |           | 15.500.000       |
| Los Angeles       | 102.479   | 3.500.000 | 3.703.000        |
| Shanghai          |           | 5.406.000 | 16.738.000       |
| Roma              | 542000    | 2.180.000 | 2.794.000        |